# Hållöfärjan

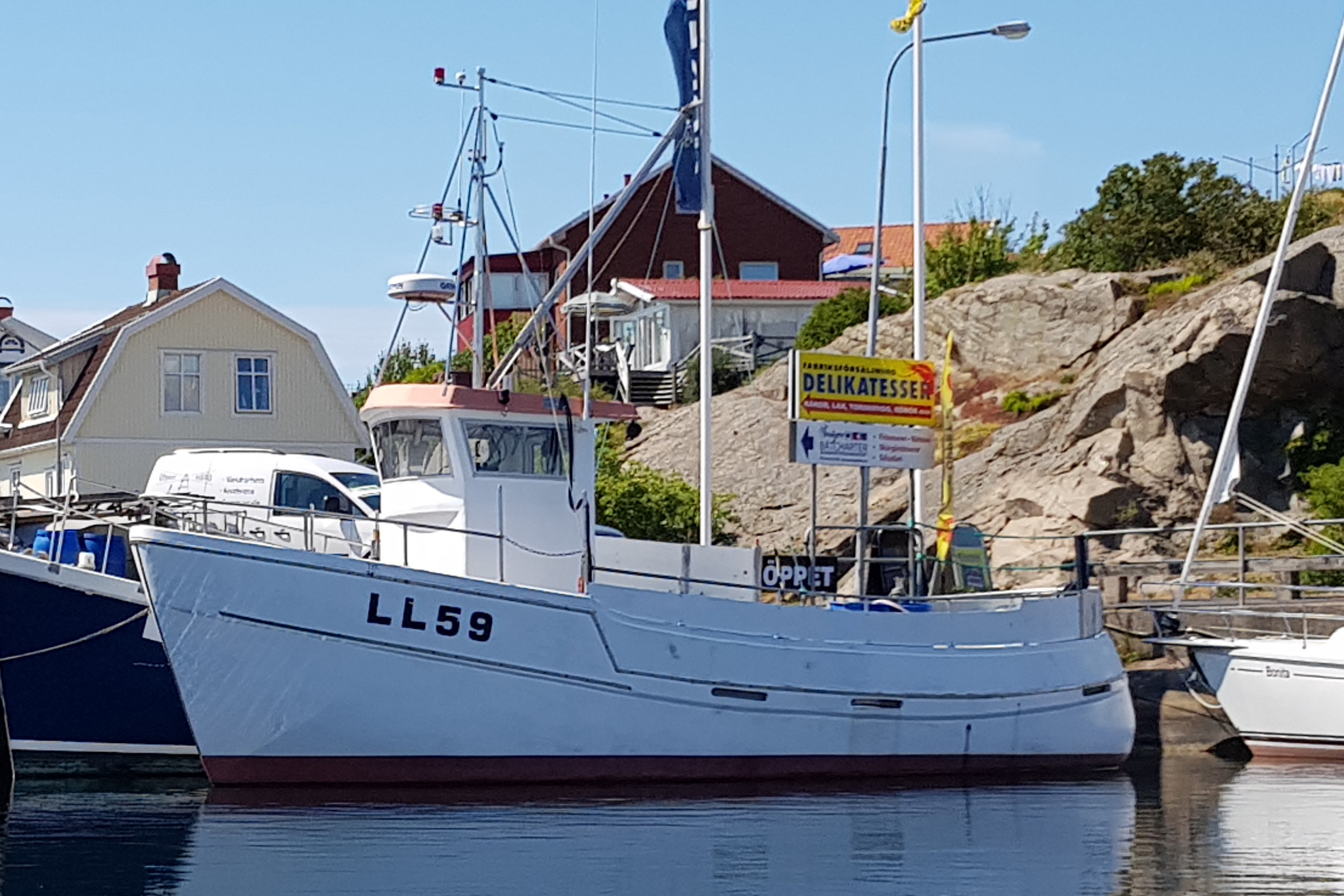
LL59 Concord, som brukades som Hållöfärja 1984-1991, ligger numera förtöjd i Nya hamnen på Smögen.

Hållöfärjan är en transportfärja, som går mellan Smögenbryggan och Hållö.

## Historia
Den lokala skepparen Gunnar Max Andersson från Smögen började transportera folk till Hållö redan 1949 med båten Judit och senare med Frey fram till 1984, då han överlät trafiken till sonen Stig Andersson. När Stig tog över trafiken byttes båten till Concord (LL59), som användes från 1984 till 1991. 1991 byttes det båt igen, då till Concord II, som används än idag (2018).
Den äldre Hållöfärjan, Concord (LL59) som användes från 1984 till 1991 ligger idag i Nya hamnen på Smögen.
Hållöfärjan kör idag (2018) 15 gånger om dagen tur och retur under sommaren. Färjan har plats för 77 passagerare, och tar ca 10 minuter att åka.

## Övriga användningsområden
Båten går enligt turlista hela sommaren från morgon till sen eftermiddag. Under vår och höst är båten tillgänglig för att chartras. På sommarkvällarna går Hållöfärjan en fisketur inomskärs på cirka 2 timmar, då hyra av fiskeredskap ingår i turen.